# Smržov, Jindřichův Hradec
Smržov là một làng thuộc huyện Jindřichův Hradec, vùng Jihočeský, Cộng hòa Séc.